# Зора живих мртваца (филм из 2004)
Зора живих мртваца (енгл. Dawn of the Dead) је амерички хорор филм из 2004, римејк истоименог филма из 1978. Филм је режирао Зак Снајдер, док су у главним улогама Сара Поли, Винг Рејмс, Џејк Вебер, Меки Фифер и Кевин Зегерс.
Специјалне ефекте су радили, Хедер Лангенкамп и њен супруг, Дејвид Андерсон.
Филм је наставак римејка Ноћи живих мртваца и преднаставак римејка Дана живих мртваца. Тројица глумаца из оригиналне Зоре живих мртваца су имала камео улогу, а то су: Кен Фори, који је био један од преживелих у оригиналу, Скот Рингер и Том Савини.

## Радња
Свуда широм планете се из непознатих разлога шири инфекција од које људи умиру, а потом се претварају у зомбије. У главној улози је Ана Кларк, која након што је нападну муж и комшиница зомбији, покушава у групи са још 4 човека да нађе безбедно место. Успевају да дођу до тржног центра и са још тројицом људи из обезбеђења се забарикадирају унутра. Након неког време стиже још неколицина људи којима је потребна помоћ, али и зомбији прете да уђу унутра. Заједно са придошлим људима покушавају да побегну на острво, на ком неће бити зомбија.
На крају након много жртава остаје четворо преживелих, Ана (медицинска сестра), Кенет (полицајац), Тери (један од момака из обезбеђења) и Никол (девојка која је дошла са људима у камиону), као и пас по имену Чипс. Они успевају да се укрцају на јахту и отплове у потрази за безбедним местом.
Након одјавне шпице, приказано је како су успели да стигну до једног острва, али ту их нападају зомбији, па се они одмах поново укрцају и наставе своју потрагу за безбедним местом.

## Улоге
| Глумац         | Улога                |
| -------------- | -------------------- |
| Сара Поли      | Ана Кларк            |
| Винг Рејмс     | Кенет Хол            |
| Џејк Вебер     | Мајкл                |
| Кевин Зегерс   | Тери                 |
| Линди Бут      | Никол                |
| Меки Фифер     | Андре                |
| Мајкл Кели     | Си Џеј               |
| Џејн Иствуд    | Норма                |
| Ина Коробкина  | Људа                 |
| Р. Д. Рид      | Глен                 |
| Ким Појриер    | Моника               |
| Пас Блу        | Чипс                 |
| Тај Барел      | Стив Маркус          |
| Мајкл Бери     | Барт                 |
| Бојд Банкс     | Такер                |
| Мет Фривер     | Френк                |
| Брус Бохни     | Енди                 |
| Луис Фереира   | Луис                 |
| Хана Лочнер    | Вивијен              |
| Ермес Бларасин | надувена жена        |
| Кен Фори       | Јеванђелиста на ТВ-у |
| Том Савини     | Шериф Цахил          |
| Скот Рингер    | Генерал              |